# Bellbridge
Bellbridge – miasto w Australii, w stanie Wiktoria.